# Jesion wyniosły
Jesion wyniosły (Fraxinus excelsior L.) – gatunek drzewa należący do rodziny oliwkowatych. Występuje naturalnie na większości obszaru Europy i w Azji Zachodniej (Liban, Syria oraz Kaukaz i Zakaukazie), od północnej Hiszpanii i Wysp Brytyjskich na zachodzie po dolinę Wołgi koło Kazania i góry Elburs na wschodzie. Na północy zwarty zasięg występowania drzewa sięga otoczenia fiordu Trondheim w Norwegii. Na południu Europy nie występuje w Portugalii i większości Hiszpanii, na Korsyce, Sardynii, Sycylii, a także we włoskiej Kalabrii oraz w Grecji (poza północnym skrawkiem). Gatunek jest powszechnie uprawiany i prawdopodobnie zadomowiony w Nowej Zelandii oraz w rozproszonych lokalizacjach w Stanach Zjednoczonych i Kanadzie (głównie w ich wschodniej części). W Polsce jest pospolity na całym obszarze.

## Morfologia

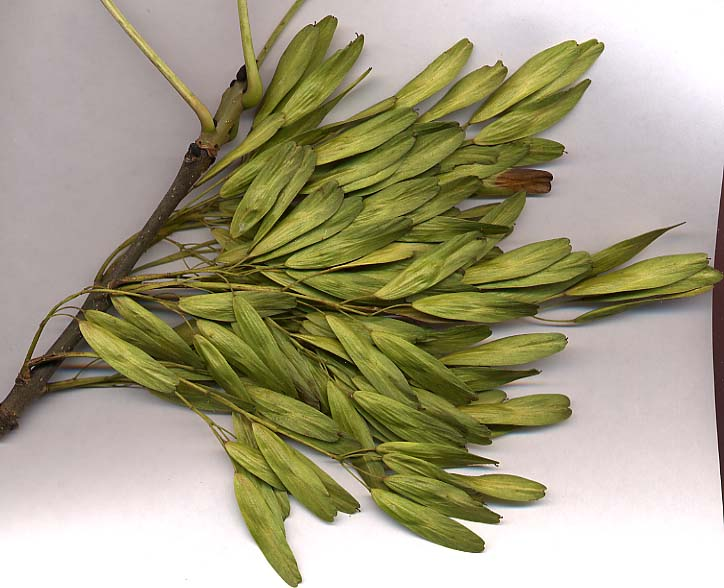
Owoce jesionu wyniosłego

PokrójJajowato stożkowa korona.
PieńCzęsto rozwidlony, osiąga wysokość do 40 m (wyjątkowo 45 metrów). Kora u młodych drzew gładka, jasnozielonkawoszara, u starszych spękana, szorstka, ciemnobrązowa. Jesion wyniosły o najgrubszym pniu w Polsce rośnie w Kalnikowie; w 2013 r. drzewo miało 756 cm obwodu oraz 29 metrów wysokości.
DrewnoCiężkie, twarde i elastyczne z żółtawym bielem i jasną twardzielą.
LiścieDuże, nieparzystopierzaste, składające się z 9–15 listków siedzących lub krótkoogonkowych. Liść składa się z listków o długości ok. 6 cm i szerokości 3 cm. Każdy listek jest podługowaty, lancetowaty, nieco nierówny u podstawy, na szczycie ostry, z nieco ostrym ząbkowaniem na brzegach. Górna powierzchnia jest ciemnozielona, dolna szarawozielona. Nerw główny i nerwy boczne są białawe i wystają na stronie dolnej.
KwiatyWyrastają z pąków bocznych zeszłorocznych pędów, tworząc wiechę.
OwoceJednonasienne podłużne, spłaszczone orzeszki ze skrzydełkiem umożliwiającym rozsiewanie przez wiatr.
KorzeńGłęboki, palowy.

## Biologia i ekologia
Początkowo rośnie szybko, w wieku ok. 100 lat przestaje rosnąć na wysokość, żyć może 300 lat. Kwiaty są jednopłciowe, albo obupłciowe, wiatropylne lub owadopylne, kwitną przed rozwojem liści – od kwietnia do maja. Nasiona opadają z drzewa od późnej jesieni przez całą zimę. Muszą przeleżeć jeszcze rok w ziemi, zanim zaczną kiełkować. Siewki i młode rośliny wybitnie cieniolubne, duże drzewa są roślinami światłolubnymi. Początkowo rozwija korzeń palowy, który później ustępuje systemowi silnych korzeni bocznych o szerokim zasięgu, co czyni go w znacznym stopniu odpornym na powalanie przez wiatr. Jesion wyniosły posiada największy zasięg korzeni bocznych spośród wszystkich rodzimych europejskich drzew. Drzewo zaczyna owocować dopiero w wieku 30–40 lat.
Najliczniej występuje w nizinnych, wilgotnych lasach łęgowych. Wymaga głębokich, żyznych gleb, stąd spotykany jest głównie w dolinach rzecznych. W górach występuje rzadko w lasach regla dolnego, gdzie rośnie do 1000 m n.p.m. Sporadycznie spotykany jest w wyższych położeniach, dokąd dociera „wędrując” wzdłuż dolin rzecznych. W Tatrach najwyższe stanowisko jesionu stwierdzono ok. 1990 r. na wysokości 1550 m n.p.m., już w piętrze kosodrzewiny, w rejonie Dubrawisk, przy żółtym szlaku turystycznym, wiodącym z Hali Gąsienicowej do Doliny Pańszczycy. Osobnik ten wysokości 4,5 m, pomimo systematycznego zgryzania niższych pędów przez kozice, był zdrowy i owocował.
Jesion wyniosły jest uważany za najwyższe rodzime drzewo liściaste w Europie. Rosnący na terenie Białowieskiego Parku Narodowego osobnik mierzący 45,2 m wysokości jest
najwyższym notowanym obecnie (2019) drzewem liściastym w Polsce. Jest też zaliczany do drzew długowiecznych. Żyje 200–300 lat, trafiają się osobniki dożywające 400 lat. Najstarszym i najokazalszym jesionem w Polsce, a prawdopodobnie i w Europie, było drzewo rosnące we wsi Motarzyno na Pomorzu Wschodnim. Ów jesion został powalony przez wiatr w roku 2000, gdy liczył sobie ok. 415 lat. Miał wysokość 28 m i obwód w pierśnicy 715 cm. Najgrubszym natomiast jesionem w Polsce jest osobnik rosnący w miejscowości Kalników niedaleko Medyki (woj. podkarpackie), który mierzy w obwodzie aż 756 cm. Najstarszym jesionem na Podtatrzu jest drzewo rosnące w Dzianiszu, niedaleko miejsca po dawnym dworze. W 1984 r. liczyło sobie 262 lata, miało obwód 490 cm i wysokość 27 m.
W klasyfikacji zbiorowisk roślinnych gatunek charakterystyczny dla Cl. Querco-Fagetea. 
Jesion wyniosły jest żywicielem m.in. szpeciela jesionowca, który tworzy kalafiorowate galasy w jego kwiatostanach i owocostanach. Groźnym patogenem jest Hymenoscyphus fraxineus powodujący chorobę o nazwie zamieranie jesionu wyniosłego. Rozprzestrzeniła się ona w całej Europie. Zarażenie jesionu powoduje ograniczenie przepływu wody i składników odżywczych, co prowadzi do szybkiego obumierania, a ostatecznie do śmierci.

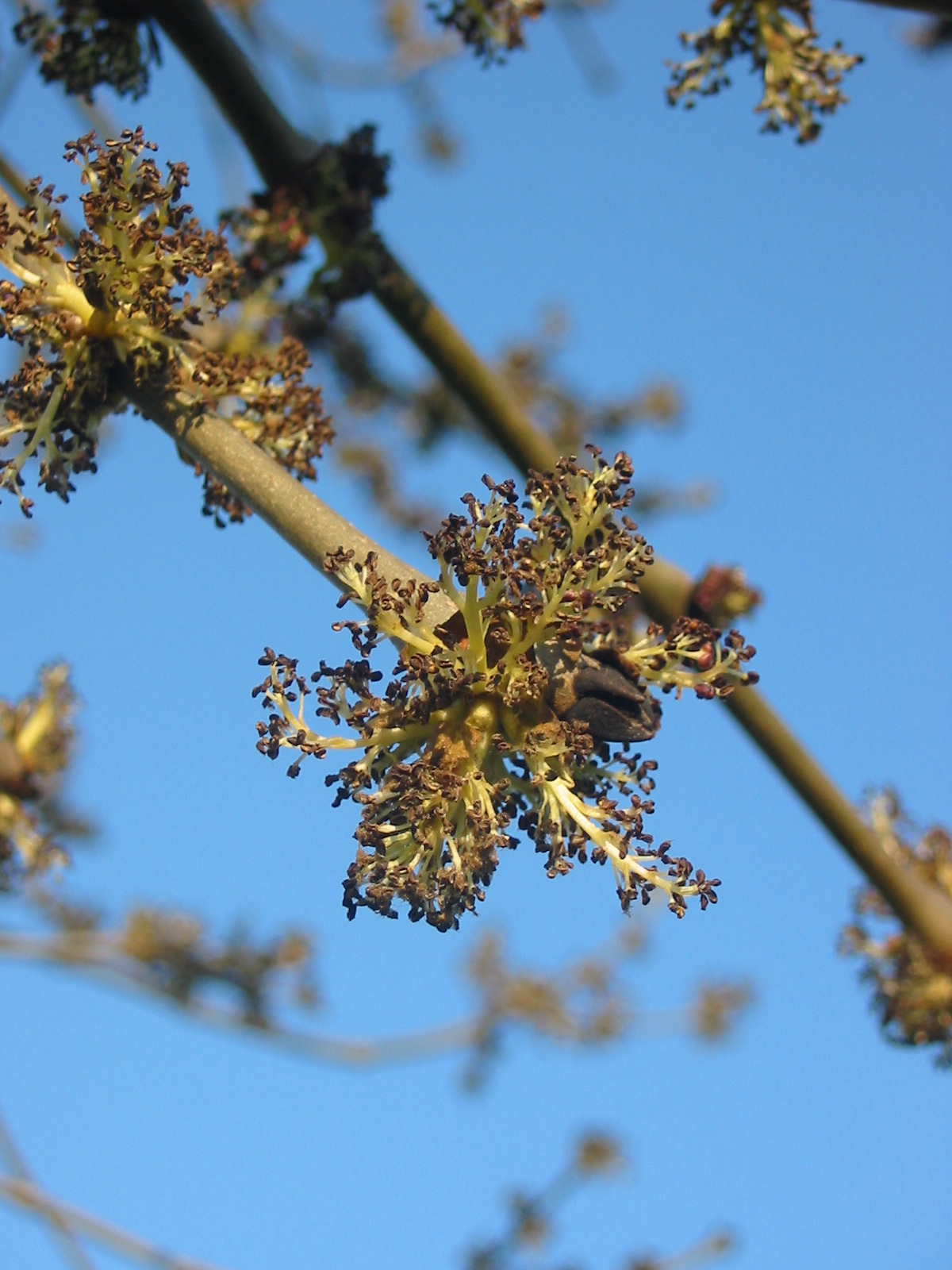
Kwiaty

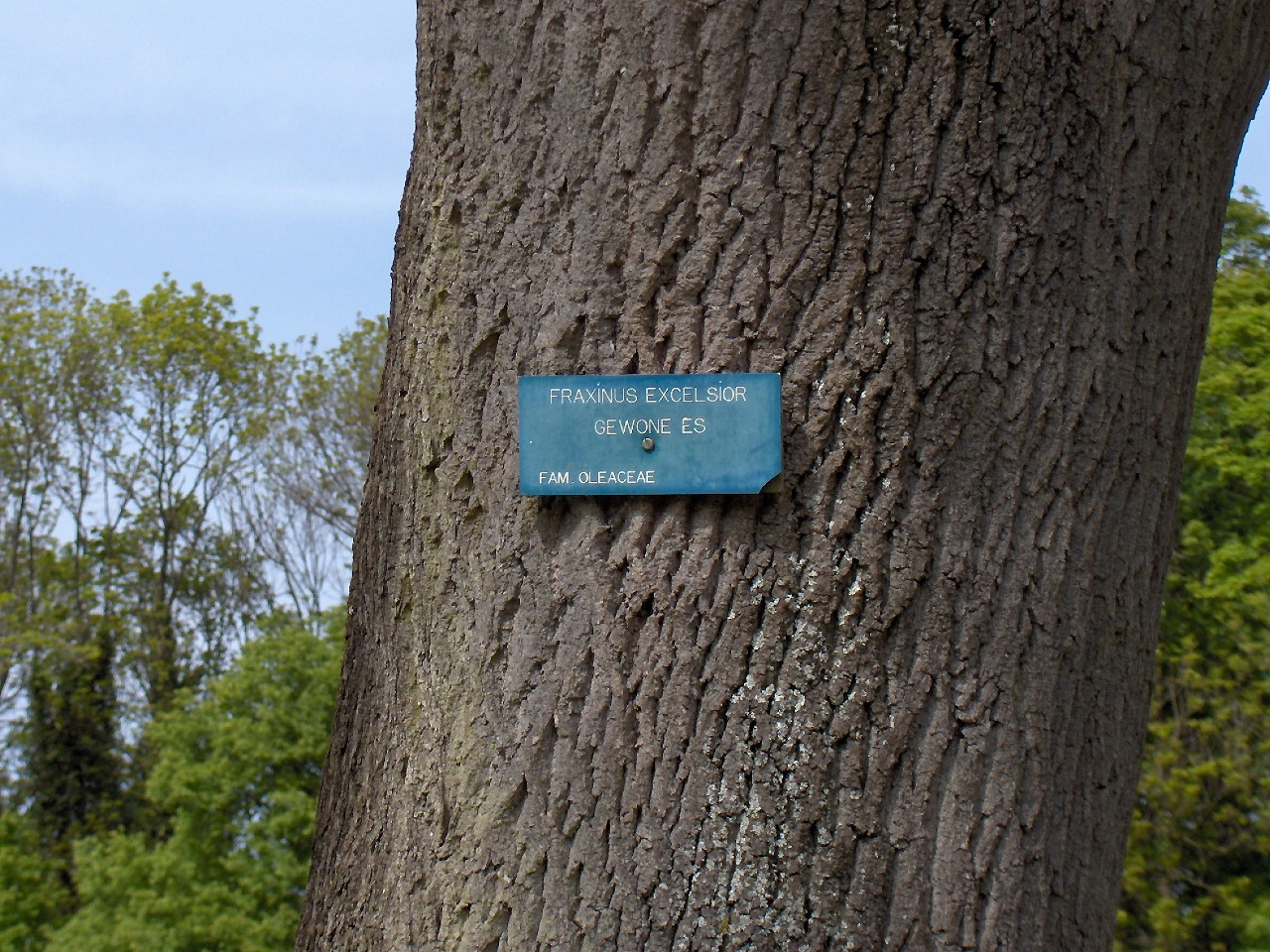
Kora

## Zastosowanie

### Surowiec drzewny
Drewno jesionowe jest twarde, zwarte i bardzo wytrzymałe, o grubym, otwartym usłojeniu i gęstości 710 kg/m³. Należy do drewien pierścieniowonaczyniowych, o widocznych słojach rocznych. Kolor drewna waha się od kremowobiałego do jasnobrązowego, a drewno twardzielowe bywa ciemniejsze, oliwkowobrązowe. Brakuje mu naturalnej odporności dębu na gnicie i nie nadaje się na elementy konstrukcyjne posadawiane w gruncie. Ze względu na dużą elastyczność, wytrzymałość na zginanie oraz odporność na rozszczepianie drewno jesionowe było tradycyjnym materiałem do wyrobu łuków oraz drzewiec włóczni i kopii. Później znalazło zastosowanie do produkcji trzonków młotków i siekier oraz rękojeści narzędzi, a z czasem nart, kijów do hokeja i hurlingu, rakiet tenisowych i kijów bilardowych. Jest poszukiwane jako drewno konstrukcyjne: wykonywano z niego elementy powozów i sań, ale także szkielety konstrukcyjne pierwszych samolotów i samochodów. Znalazło zastosowanie w meblarstwie, w tym do intarsjowania. Było to prawdopodobnie najbardziej wszechstronne drewno w dawnej gospodarce wiejskiej w większej części Europy. Na Wyspach Brytyjskich do II wojny światowej drzewa były często obsadzane w cyklu 10-letnim, aby zapewnić zrównoważone źródło drewna na opał oraz jako materiał do produkcji różnych wyrobów.

### Roślina lecznicza
Surowiec zielarskiLiść jesionu (Fraxini folium) – wysuszony liść jesionu wyniosłego lub jesionu wąskolistnego lub mieszańców tych dwóch gatunków. Surowiec powinien zawierać nie mniej niż 2,5% sumy pochodnych kwasu hydroksycynamonowego w przeliczeniu na kwas chlorogenowy.
DziałanieŻółciopędne, moczopędne. W medycynie ludowej naparu z liści używano jako środka przeczyszczającego i poprawiającego przemianę materii, a w mieszance z innymi ziołami – do leczenia reumatyzmu.

### Roślina ozdobna
Sadzony jako drzewo użytkowe, czasami także w parkach jako roślina ozdobna.

## Rola w kulturze
- Górale na Podhalu chętnie sadzą to drzewo przy domostwach. Panowało przekonanie, że jesiony rosnące przy czterech narożnikach domu skutecznie „odciągają” wodę z podłoża, przez co chronią chałupę przed zawilgoceniem. Wysokie drzewa, górujące bezpośrednio nad zabudowaniami miały działać jak „piorunochrony”, zabezpieczając je przed piorunami[14] i chroniąc jednocześnie przed gwałtownymi wiatrami. Sadzono je chętnie wzdłuż dróg – do dziś rosną m.in. w Zakopanem na Bystrem, zachował się też szpaler jesionów wzdłuż Alei Przewodników Tatrzańskich, prowadzącej od Ronda do Kuźnic[14]. Jeden z najpiękniejszych w Polsce jesionów, tzw. „jesion Walczaków”, rósł niegdyś w Zakopanem przy ul. Kościeliskiej. Miał w pierśnicy 375 cm obwodu. Zaczął marnieć już w dwudziestoleciu międzywojennym i w 1948 r., prawie zupełnie suchy, został ścięty. Przekrój pnia zachowano w Muzeum Tatrzańskim[23].
- Kiedy wikingowie dopłynęli do Anglii, nazwano ich tam ashmen – od drewna jesionu, z którego wykonywali łuki i drzewca włóczni[24].